# باشگاه فوتبال چونام دراگونز
باشگاه فوتبال چونام دراگونز (به کره‌ای: 전남 드래곤즈 FC) یک باشگاه فوتبال در شهر گوانگیانگ در کشور کره جنوبی می‌باشد که در کی لیگ بازی می‌کند.
این باشگاه در تاریخ ۱۶ دسامبر ۱۹۹۴ تأسیس شده‌است.
در ۲۵ مارس ۱۹۹۵ باشگاه چونام اولین بازی رسمی خود را در کی لیگ انجام داد.
چونام دراگونز در سال ۱۹۹۹ به مقام نایب قهرمانی جام برندگان جام آسیا رسیده‌است.
این باشگاه همچنین سابقهٔ قهرمانی و نایب قهرمانی در جام حذفی کره جنوبی و نایب قهرمانی در کی لیگ را دارد.
بهترین فصل باشگاه چونام دراگونز به سال ۱۹۹۷ برمی‌گردد، سالی که آن‌ها پس از تیم دوو رویالز به عنوان نایب قهرمانی کی لیگ رسیدند و همچنین در جام حذفی کره جنوبی به مقام قهرمانی دست یافتند.

## عملکرد در مسابقات AFC
- جام برندگان جام آسیا

۹۹–۱۹۹۸: نایب قهرمان